# Ljaskovets (Chaskovo)
Ljaskovets (Bulgaars: Лясковец, Turks: Pındıcak) is een dorp in de Bulgaarse gemeente Stambolovo, oblast Chaskovo. Het dorp ligt hemelsbreed 27 km ten zuidoosten van Chaskovo en 224 km ten zuidoosten van Sofia. 

## Bevolking
Op 31 december 2020 telde het dorp Ljaskovets 328 inwoners. Het aantal inwoners vertoont al vele jaren een dalende trend: in 1985 had het dorp nog 792 inwoners.
| Bevolkingsontwikkeling tussen 1934 en 2020          |
| --------------------------------------------------- |
|                                                     |
| Bron: Nationaal Statistisch Instituut van Bulgarije |

In het dorp wonen nagenoeg uitsluitend etnische Turken. In de optionele volkstelling van 2011 identificeerden 263 van de 268 ondervraagden zichzelf als etnische Turken. De overige inwoners waren vooral etnische Bulgaren.
| Etnische samenstelling van de respondenten (2011) | Etnische samenstelling van de respondenten (2011) | Etnische samenstelling van de respondenten (2011) | Etnische samenstelling van de respondenten (2011) | Etnische samenstelling van de respondenten (2011) |
| ------------------------------------------------- | ------------------------------------------------- | ------------------------------------------------- | ------------------------------------------------- | ------------------------------------------------- |
|                                                   |                                                   |                                                   |                                                   |                                                   |
| Bulgaren                                          | Bulgaren                                          |                                                   | 1,5%                                              | 1,5%                                              |
| Turken                                            | Turken                                            |                                                   | 98,1%                                             | 98,1%                                             |
| Roma                                              | Roma                                              |                                                   | 0,0%                                              | 0,0%                                              |
| Anders/Onbekend                                   | Anders/Onbekend                                   |                                                   | 0,4%                                              | 0,4%                                              |